# Џони Паника и Библија снова
Џони Паника и Библија снова : сабране приче ; Мери Вентура и Девето Краљевство (енгл. Johnny Panic and the Bible of Dreams ; Mary Ventura and the Ninth Kingdom) је књига прича америчке књижевнице Силвије Плат (енгл. Sylvia Plath), постхумно састављена, од којих је Џони Паника и Библија снова објављена 1977. године, а Мери Вентура и Девето Краљевство 2019. године.
Српско издање објавила је издавачка кућа Штрик из Београда 2021. године, у преводу Ђорђа Томића, Марије Обадовић и Бојане Додић.

## О ауторки
Силвија Плат (1932, Бостон – 1963, Лондон) је једна од најистакнутијих америчких књижевница. Поезију је почела да пише у детињству, а до поласка на колеџ већ је била објавила више од педесет прича у часописима. Похађала је Kолеџ Њуман на Kембриџу. Године 1960. је објавила прву збирку песама Kолос. Једини роман Стаклено звоно је објавила само неколико недеља пред смрт под псеудонимом. Постхумно су објављене збирке песама Аријел, Прелазак преко воде и Зимско дрвеће, као и збирка прича, есеја и дневничких записа Џони Паника и Библија снова. Књига Сабране песме Силвије Плат награђена је Пулицеровом наградом 1982, када су објављени и Дневници Силвије Плат 1950–1962.

## О књизи
Силвија Плат је позната пре свега као песникиња, потом као ауторка биографског романа Стаклено звоно. Појава збирке прича Џони Паника и Библија снова : сабране приче ; Мери Вентура и Девето Краљевство је позив на састављање стваралачког мозаика књижевнице.
Књига представља постхумно састављену збирку прича од којих су неке објављене у часописима за живота Силвије Плат, а друге су пронађене у рукописној заоставштини. Приче су први пут објављене на српском језику, а посебан додатак књиге представља недавно откривена прича Мери Вентура и Девето Краљевство, која затвара књигу.
Приповедање у причама је дистанцирано, ретко када у форми првог лица, приче и кад се нижу као исечци баналног живота, крију блескове – мале епифаније којима свакодневица награђује (или кажњава?) оне који ходају отворених очију и хтели би да полете.
Издање које је објављено код нас се разликује од оригиналног издања које је приредио Тед Хјуз у неколико сегмената. Прво -  изостављене су забелешке које је Хјуз пробрао из Силвијиног дневничког опуса и одлучио да објави заједно са причама. Друго - у српско издање укључена је и недавно пронађена прича Мери Вентура и Девето Краљевство, за коју Хјуз није ни знао да постоји. И на крају, треће - одлучено је да се није држало поделе на више и мање успешне приче, како их је Хјуз селектовао у садржају.

### Џони Паника и Библија снова
Прво издање књиге Џони Паника и Библија снова објављено је 1977. године, а приредио га је Тед Хјуз. Чиниле су га приче у рукопису пронађене након Силвијине смрти, одабрани текстови из њеног новинског опуса као и делови дневника. Непосредно након објављивања збирке откривен је велики број њених текстова у Библиотеци ретких рукописа на Индијана универзитету. Библиотека их је откупила од мајке Силвије Плат. Друго издање књиге садржало је 13 прича преузетих из првог издања, уз 5 новинских чланака и неколико фрагмената из дневника. У четвртом делу књиге нашло се девет прича из архива универзитетске библиотеке. Оне су овде заведене у делу Приче из библиотеке Лили.

### Мери Вентура и Девето Краљевство
Причу Мери Вентура и Девето Краљевство Силвија Плат је написала као двадесетогодишња студенткиња 1952. године, пре него што је упознала Теда Хјуза, пре покушаја самоубиства и пре Стакленог звона. Причу је понудила часопису "Мадмоазел", али ју је овај одбио. Прича је остала деценијама затворена у тами архивских фиока. Недавно је пронађена и британски издавач "Фабер" ју је 2019. године објавио као део прославе деведесет година свог постојања.

### Приче
Књига садржи следеће приче:
- Џони Паника и Библија снова (1958)
- Америко! Америко! (1963)
- Дан када је умрогосподин Прескот (1956)
- Кутија за жеље (1956)
- Поређење (1962)
- Орао од петнаест долара (1959)
- Ћерке Улице Блосом (1959)
- Контекст (1962)
- Педесет девети медвед (1959)
- Мајке (1962)
- Океан 1212-W (1962)
- Снег у Лондону (1963)
- Иницијација (1952)
- Недеља код Минтонових (1952)
- Супермен и ново зимско одело Поле Браун (1955)
- У планинама (1954)
- Сви наши драги покојници (1956/57)
- Дан успеха (1960)

Приче из библиотеке Лили
- Једног дана у јуну (1949)
- Зелена стена (1949)
- Међу бумбарима (око 1950)
- Језици од камена (1955)
- Удовица Мангада (јесен 1956)
- Камени дечак с делфином (1957/58)
- Поглед на Оксбоу (1958)
- Сенка (јануар 1959)
- Колачић и лимар (мај 1959)

Недавно пронађена прича:
- Мери Вентура и Девето Краљевство (1952)

### Остали ауторски текстови
Осим прича књига садржи и:
- Предговор - Тед Хјуз
- Кратка белешка о дугом путу једне приче - Љубица Пупезин
- Напомена уреднице